# Шри-ланкийская рупия
Шри-ланки́йская ру́пия (синг. රුපියල්, там. ரூபாய்) — денежная единица государства Шри-Ланка. Буквенный код в стандарте ISO 4217 — LKR, цифровой — 144. Официальный символ — ₨, රු и ௹, эмитент — Центральный банк Шри-Ланки. До 2017 года в Общероссийском классификаторе валют,— «Шри-Ланкийская рупия».
Одна шри-ланкийская рупия подразделяется на 100 центов (синг. සත, там. சதம்), но не встречается в обращении из-за инфляции рупии. Шри-ланкийская рупия не является свободно конвертируемой валютой, что означает, что ее нельзя купить или продать за пределами Шри-Ланки.

## Банкноты
| Серия 2010 года | Серия 2010 года   | Серия 2010 года | Серия 2010 года | Серия 2010 года | Серия 2010 года                                              | Серия 2010 года                               | Серия 2010 года |
| Изображение     | Изображение       | Номинал (рупий) | Размеры (мм)    | Основные цвета  | Описание                                                     | Описание                                      | Годы печати     |
| Лицевая сторона | Оборотная сторона | Номинал (рупий) | Размеры (мм)    | Основные цвета  | Лицевая сторона                                              | Оборотная сторона                             | Годы печати     |
| --------------- | ----------------- | --------------- | --------------- | --------------- | ------------------------------------------------------------ | --------------------------------------------- | --------------- |
|                 |                   | 20 ₨            | 128×67          | розовый         | Otus thilohoffmanni, бабочка-баронет                         | различные танцоры Шри-Ланки, танцы и барабаны | 2010 2015       |
|                 |                   | 50 ₨            | 133×67          | синий           | однотонная лазурная мухоловка, цейлонская голубая листовидка | различные танцоры Шри-Ланки, танцы и барабаны | 2010 2015       |
|                 |                   | 100 ₨           | 138×67          | оранжевый       | цейлонская дроздовая тимелия, бабочка осенний лист           | различные танцоры Шри-Ланки, танцы и барабаны | 2010 2015       |
|                 |                   | 500 ₨           | 143×67          | фиолетовый      | изумрудный кольчатый попугай, Tajuria arida                  | различные танцоры Шри-Ланки, танцы и барабаны | 2010 2013 2015  |
|                 |                   | 1000 ₨          | 148×67          | зелёный         | цейлонский висячий попугайчик, Ypthima ceylonica             | различные танцоры Шри-Ланки, танцы и барабаны | 2010            |
|                 |                   | 5000 ₨          | 153×67          | жёлтый          | желтоухий настоящий бюльбюль, Catopsilia pomona              | различные танцоры Шри-Ланки, танцы и барабаны | 2010 2015       |